# عز الدين بن سعود بن عبد العزيز آل سعود
الأمير عز الدين بن سعود بن عبد العزيز آل سعود الأبن السابع والأربعون من أبناء الملك سعود بن عبد العزيز آل سعود من زوجته زينب (أم فلوة) وهو أخ شقيق لكل من : الأميرة فلوة بنت سعود، الأميرة سلطانة بنت سعود، الأميرة زهوة بنت سعود، والأمير هذلول بن سعود. ولد عام 1963 وتوفي عام 1989.